# ب‌ام‌و ولت
ب‌ام‌و ولت (به انگلیسی: BMW Welt) یک نمایشگاه ترکیبی، موزه ماجراجویی و محل برگزاری رویدادها است که در منطقه ام ریسفلد در شهر مونیخ قرار دارد این مکان در کنار پارک المپیک در مجاورت دفتر مرکزی ب‌ام‌و و کارخانه ب‌ام‌و قرار دارد و از اوت ۲۰۰۳ تا تابستان ۲۰۰۷ ساخته شده است. یک سیستم خورشیدی با توان ۸۰۰ کیلووات بر روی سقف ساختمان اصلی نصب شده است. افتتاحیه در ۱۷ اکتبر ۲۰۰۷ انجام شد. ب‌ام‌و ولت پربازدیدترین جاذبه گردشگری در بایرن است.